# Command & Conquer: Red Alert 3
Command & Conquer: Red Alert 3 is een real-time strategy videospel in de Command & Conquer-serie, uitgegeven door Electronic Arts. Het is het eerste spel in de Red Alertreeks sinds Yuri's Revenge uit 2001. Het spel werd ontwikkeld door EA Los Angeles voor Windows, Xbox 360 en PlayStation 3. Het is het eerste real-time strategy spel van de Command & Conquer serie dat uitkomt voor de PlayStation 3. Het spel vindt plaats in een parallel universum waarin de Sovjet-Unie nog bestaat en de Derde Wereldoorlog plaatsvindt tussen de Sovjets, de geallieerden en een derde fractie die bekendstaat als Empire of the Rising Sun, wat is afgeleid van het Japanse Keizerrijk.
Het spel werd aangekondigd op 14 februari 2008.

## De Facties
In Red Alert 3 kun je als drie facties spelen. Elke facties heeft een eigen bouwsysteem, eigen eenheden, en sterke en zwakke punten ten opzichte van de andere facties.

### De Sovjet-Unie
De Sovjettroepen vertrouwen meer op brute kracht, maar zijn over het algemeen wat langzamer. Nieuwe eenheden zijn onder andere "Hammer Tanks" die met een magnetische straal wapens van hun vijanden kunnen stelen en lichte anti-infanterievoertuigen bekend als "Sickles" die over verhoogd terrein kunnen springen. Hun marine bevat nu de amfibische "Stingray" boten met teslawapens en het luchtafweer-"Bullfrog"-transport die zijn passagiers met een kanon afschiet.
De Sovjets zijn hun nucleaire technologie verloren vanwege het geknoei met de tijdlijn, maar kunnen alsnog snel een basis opbouwen met behulp van gebouwen als de Super Reactor en de Crusher Crane. Toegang tot hun sterkere eenheden wordt verkregen door het bouwen van de Super Reactor en het War Center.
Het pantser van Sovjettanks is over het algemeen sterker dan dat van de Geallieerden en de Japanners, en versterkt met het beruchte Iron Curtain, zeer gevaarlijk.
Een grote verandering vanuit Red Alert 2 is de Sovjetluchtmacht: naast Kirovs, hebben de Sovjets nu ook MiG fighters en wendbare Twinblade-helikopters. Zonder hun nucleaire middelen hebben de sovjets een wapentechnologie gestolen van de geallieerden, namelijk de vacuum imploder. Een raket die een enorme onderdruk creëert, wat alles naar zich toezuigt.
Gebouwen
- Construction yard
- Barracks
- War factory
- Naval yard
- Airfield
- Crusher crane
- Reactor
- Ore refinery
- Super Reactor
- Battle lab
- Outpost

Ondersteuningsgebouwen
- Battle bunker
- Sentry gun
- Flak cannon
- Tesla coil
- Iron Curtain
- Vacuum imploder

Infanterie
- War Bear
- Conscript
- Flak trooper
- Combat engineer
- Tesla trooper
- Desolator (Uprising)
- Natasha (Commando)

Grondvoertuigen
- Ore collector
- Sputnik
- Terror drone
- KDB-5 Sickle
- Bullfrog transport
- Reaper (Uprising)
- Hammer tank
- Grinder (Uprising)
- V4 Rocket Launcher
- Apocalypse tank
- MCV
- Mortar cycle (Uprising)

Luchtvaartuigen
- KA-65 Twinblade
- MiG Fighter
- Kirov airship
- Badger bomber

Marine-eenheden
- Ore Collector
- Sputnik
- Stingray
- Bullfrog transport
- Akula submarine
- Dreadnought
- MCV

### De Geallieerden
De Geallieerden hebben nu een grote verscheidenheid aan technische snufjes en hebben over het algemeen de snelste troepen. Nieuwe eenheden zijn onder anderen Hydrofoil, die wapens kunnen uitschakelen, Cryo Copters met vries- en krimpstralen en een amfibische "Assault Destroyer" met rupsbanden en een magnetisch schild.
De technologische ontwikkelingen van de Geallieerden worden in de afwezigheid van Einstein nu geproduceerd door het bedrijf FutureTech, waaronder de Chronosphere. In tegenstelling tot de Sovjets vereisen zij geen specifieke gebouwen om toegang te krijgen tot hun sterke eenheden, maar alleen de Heightened en Max Clearence die aangeschaft kan worden in hun Construction Yard.
De grootste kracht van de Geallieerden ligt in hun luchtmacht, met de beste selectie van vliegtuigen, variërend van straaljagers tot bombardementsvliegtuigen.
Tevens hebben de Geallieerden hun Prism-technologie uit Red Alert 2 behouden, wat te zien is aan de Mirage Tank. Hun ultieme wapen is nu de Proton Collider, een kanon dat grote vernietiging veroorzaakt op een atomisch niveau.
Gebouwen
- Construction yard
- Boot Camp
- Armor Facility
- Seaport
- Airbase
- Power plant
- Ore refinery
- Defense Bureau
- Command Hub

Ondersteuningsgebouwen
- Multigunner Turret
- Spectrum Tower
- Chronosphere
- Proton Collider

Infanterie
- Attack dog
- Peacekeeper
- Javelin soldier
- Engineer
- Spy
- Cryo Legionnaire (Uprising)
- Tanya (Commando)

Grondvoertuigen
- Prospector
- Multigunner IFV
- Riptide ACV
- Guardian Tank
- Athena Cannon
- Mirage tank
- Pacifier FAV (Uprising)
- Future Tank X-1 (Uprising)
- MCV

Luchtvaartuigen
- Vindicator
- F-11X Apollo Fighter
- Cryocopter
- B2-X Century Bomber
- Harbinger gunship (Uprising)
- Sky Knight
- Artemis

Marine-eenheden
- Prospector
- Riptide ACV
- Dolphin
- Hydrofoil
- Assault Destroyer
- Aircraft carrier
- MCV

### Het Keizerrijk van de Rijzende Zon
Het Keizerrijk van de Rijzende Zon is de enige factie die geheel nieuw is. Deze factie draait vooral om wendbaarheid en diversiteit. Hun eenheden bestaan uit soldaten met lightsaber-katanas, transformerende mecha, vliegende onderzeeërs, ninja’s en de “King Oni”-robots
Veel eenheden van het Keizerrijk kunnen van vorm veranderen, waardoor ze veel wendbaarder zijn dan de eenheden van de Sovjets of Geallieerden. Daar staat tegenover dat veel van hun eenheden zwakker zijn dan hun tegenhangers, waardoor de speler ze in grotere aantallen moet produceren. De Japanse marine daarentegen is echter bijzonder sterk, met machtige kruisers en allesvernietigende oorlogsschepen.
De keizerlijke gebouwen hebben geen beperkingen qua locatie waardoor het Keizerrijk haar basissen veel sneller en efficiënter kan uitbreiden dan de andere factie. Daarnaast zijn de Japanners ook meesters in psychische wapens, wat niet alleen terug te zien is in hun commando Yuriko, maar ook in hun superwapen, de Psionic Decimator.
Gebouwen
- Construction yard
- Instant dojo
- Mecha bay
- Imperial docks
- Instant generator
- Ore refinery
- Nanotech mainframe
- Nanoswarm Hive

Ondersteuningsgebouwen
- Defender VX
- Wave-Force tower
- Psionic decimator

Infanterie
- Imperial warrior
- Tankbuster
- Engineer
- Archer maiden (Uprising)
- Shinobi
- Rocket angel
- Yuriko Omega

Grondvoertuigen
- Ore collector
- Nanocore
- Sudden transport
- Mecha Tengu
- Tsunami tank
- Striker VX
- Steel Ronin (Uprising)
- Wave-Force artillery
- King Oni
- MCV
- Shogun Executioner

Luchtvaartuigen
- Sunburst drone
- Jet Tengu
- Chopper VX
- Sky-Wing
- Giga Fortress (Uprising)

Marine-eenheden
- Nanocore
- Naginata cruiser
- Shogun battleship
- Sea-Wing
- Giga Fortress (Uprising)
- MCV

## Verhaal
Het verhaal begint voor alle drie facties hetzelfde, hoewel elk van de drie campagnes uiteindelijk een andere richting opgaat, afhankelijk van welke factie je speelt.
Na hun nederlaag in de strijd tegen de Geallieerden (waarschijnlijk na het einde van Command & Conquer: Red Alert 2 - Yuri's Revenge), gebruiken Sovjet Generaal Nikolai Krukov en Kolonel Anatoly Cherdenko een tijdmachine om terug te reizen naar Brussel in het jaar 1927. Hier elimineren zij Albert Einstein, wat hem er van weerhoudt de technologie te creëren waarmee de Geallieerden de Sovjet Unie in de vorige spellen versloegen. Eenmaal terug in het heden, ontdekt Generaal Krukov dat Cherdenko nu de Premier van de Sovjet Unie is en dat de Sovjets Europa al bijna veroverd hebben. Echter, in deze alternatieve tijdlijn is in Japan het Keizerrijk van de Rijzende Zon ontstaan, dat gelooft dat het hun Goddelijke Lot is om over de wereld te heersen. Zo ontstaat er een wereldoorlog tussen de drie partijen; de Sovjet Unie, de Geallieerden en het Keizerrijk.
 

### Sovjet Campagne
In de Sovjet campagne stuurt Cherdenko de net aangestelde Sovjet Commandant naar Leningrad om deze te verdedigen tegen de Japanse troepen. Daarna wordt de opmars naar Moskou in de kiem gesmoord, alvorens de haven in Vladivostok terug te nemen.
De Geallieerden hebben de korte adempauze echter gebruikt om zich te hergroeperen. De Amerikaanse President Ackerman is van plan versterkingen naar Europa te sturen, maar de speler vernietigt het centrale hoofdkwartier van de geallieerden in Geneve. Vervolgens neemt hij een onderzoekslab in het Griekse Mykonos is, waar de Geallieerden werkten aan een geheim superwapen. Rond deze tijd vindt er een aanslag op de Premier plaats. Tijdens de aanval op de geallieerde Von Eisling Luchtbasis in IJsland, onthult Cherdenko dat Krukov degene is die achter de aanslag zat. Als gevolg hiervan elimineert de speler zowel Krukov als de geallieerden waardoor heel Europa nu onder de Sovjet Unie valt.
Met Krukov dood, wordt de speler gepromoveerd tot Generaal en wordt naar Mt. Fuji gestuurd om Keizer Yoshiro, de leider van het Keizerrijk, te vermoorden. Dr. Zelinsky, de wetenschapper die de tijdmachine gemaakt heeft, informeert de speler dat het Keizerrijk alleen maar bestaat omdat de Sovjets het verleden veranderd hebben en dat Cherdenko oorspronkelijk niet de Premier was. Ondanks een sterke verdediging van de drie Japanse commandanten, slaagt de Commandant erin het paleis en Yoshiro te vernietigen. Met haar keizer en drie militaire leiders dood, is het Keizerrijk gebroken en wordt het ingelijfd bij de Sovjet Unie.
Door middel van een vals vredesverdrag wordt de geallieerde Veldmaarschalk Bingham naar het Paaseiland gelokt, zodat de speler hem kan vermoorden. Omdat de speler op de hoogte is van de veranderde tijdlijn, ziet Cherdenko hem nu als een vijand en probeert hem te vermoorden. In de strijd die volgt is hij echter degene die omkomt.
Na afgerekend te hebben met Cherdenko, voert de speler een aanval uit op New York en vernietigt hij het Vrijheidsbeeld om zo de Geallieerden tot overgave te dwingen. Op het eind wordt de speler de nieuwe Premier van de Sovjet Unie, dat nu wereldwijd is, aangezien er niemand meer is om de Sovjets te stoppen.

### Geallieerde Campagne
In de Geallieerde campagne beveelt Veldmaarschalk Bingham de speler eerst de Europese grenzen veilig te stellen. De speler slaat de Sovjet invasie op Brighton Beach af en herneemt vervolgens Cannes en vernietigt het Europese Sovjet hoofdkwartier in Heidelberg.
Echter, deze gevechten maken beide partijen kwetsbaar. Het Keizerrijk van de Rijzende Zon gebruikt deze kans om haar doel van wereldverovering wereldkundig te maken en blokkeert zowel de Geallieerden als de Sovjets met hun enorme drijvende forten.
Hierdoor besluiten de Geallieerden en de Sovjets samen te werken tegen het Keizerrijk, ondanks de protesten van de Amerikaanse President Ackerman. Onder leiding van de speler verovert de coalitie de haven bij Gibraltar, gevolgd door een succesvolle aanval op het fort in de Atlantische Oceaan.
Ackerman wordt echter kwaad op Bingham, omdat deze samenwerkt met de Sovjets in plaats van ze te vernietigen Hij neemt zelf het initiatief om Moskou te vernietigen met een laser verborgen in Mt. Rushmore. Bingham beveelt de speler om het wapen uit te schakelen, de basis te vernietigen en Ackerman te arresteren.
Met de alliantie veiliggesteld, plannen de Geallieerden een aanval op Tokio waar de militaire leiders van het Keizerrijk samenkomen, zodat ze de oorlog in één keer kunnen beëindigen. Echter, de Sovjets komen niet opdagen, waardoor de speler in zijn eentje de troepen van het Keizerrijk moet bevechten. Na de strijd loopt Dr. Zelinsky over naar de Geallieerden en vertelt hen hoe de Sovjets teruggereisd zijn in de tijd en wat voor gevolgen dit gehad heeft. Tevens waarschuwt hij hen dat Cherdenko in het geheim een invasiemacht aan het opbouwen is in Cuba. Na het vernietigen van deze invasiemacht, teleporteren de Geallieerden hun troepen naar Leningrad om te voorkomen dat Cherdenko de ruimte in vlucht.
Op het eind worden Cherdenko en Krukov veroordeeld tot levenslang in een Cryo-gevangenis. De Commandant wordt uitgevraagd door zowel Luitenant Eva als Tanya en de Vice-President van de Verenigde Staten accepteert zijn positie als de nieuwe Amerikaanse President.

### Keizerlijke Campagne
De campagne van het Keizerrijk van de Rijzende Zon begint met een invasie van de Sovjet Unie, op het moment dat de Sovjets de Geallieerden bijna overwonnen hebben. De invasie begint met de infiltratie van Vorkuta tijdens Nieuwjaar. De tactiek van Keizer Yoshiro draait om het vernietigen van symbolische doelwitten zoals belangrijke monumenten in Stalingrad. De zoon van de keizer, Kroonprins Tatsu zou echter liever zien dat ze echte militaire doelwitten aanvielen. Met behulp van Tatsu’s superwapen, de Shogun Executioner, wordt Generaal Krukovs fort in Odessa met de grond gelijk gemaakt.
Echter, de Geallieerden hebben nog steeds genoeg kracht om terug te slaan en lanceren een aanval op Pearl Harbor in Hawaï en het drijvende fort de Black Tortoise. Beide aanvallen worden echter afgeslagen en het Keizerrijk slaat terug met een aanval op het vasteland van de Verenigde Staten; de stad Santa Monica, thuis van Amerikaanse media.
In een laatste poging het Keizerrijk te verslaan, lanceren de Sovjets en de Geallieerden samen een aanval op Tokio. Doordat ze President Ackerman vervangen hebben met een robot dubbelganger, leert de Keizer via Zelinksy hoe Cherdenko de geschiedenis met behulp van tijdreizen verandert heeft. De Keizer is geschokt, omdat er geen Goddelijke Lot kan zijn als de geschiedenis veranderd kan worden. Hij draagt het bevel over het Keizerrijk over aan zijn zoon.
Onder leiding van Prins Tatsu, wordt de Geallieerde-Sovjet invasie van Tokio afgeweerd, en een aanval op het Kremlin resulteert in de dood van zowel Premier Cherdenko als Generaal Krukov. Dit beëindigt de strijd tegen de Sovjets en de Sovjet Unie wordt ingelijfd bij het Keizerrijk. Het voortdurende succes van het Keizerrijk zorgt ervoor dat Yoshiro over zijn schuldgevoelens heen komt en opent zijn ogen voor Tatsu’s idee dat het Keizerrijk haar eigen lot kan maken.
Als laatste missie, moet de speler de overgebleven Geallieerden en het FutureTech Hoofdkwartier (het bedrijf dat veel van de geallieerde technologie ontwikkelt) in Amsterdam vernietigen. Ondanks de komst van Dr. Zelinsky met Sovjet troepen en een superwapen dat vrijwel alles in de stad vernietigt, slaagt het Keizerrijk erin de Geallieerden te verslaan en FutureTech te vernietigen. Het Keizerrijk van de Rijzende Zon heerst nu over de wereld en de Commandant ontvangt de titel "Supreme Shogun".

## Personages

### Sovjet Unie
- Tim Curry als Premier Anatoly Cherdenko
- Andrew Divoff als Generaal Nikolai Krukov
- Peter Stormare als Dr. Gregor Zelinsky
- Ivana Miličević als Dasha Fedorovich
- Dimitri Diatchenko as Commandant Oleg Vodnik
- Gene Farber als Commandant Nikolai Moskvin
- Vanessa Branch als Commandant Zhana Agonskaya
- Gina Carano als Natasha Volkova

### Geallieerde Naties
- Jonathan Pryce als Veldmaarschalk Robert Bingham
- J.K. Simmons als President Howard T. Ackerman
- Gemma Atkinson als Lieutenant Eva McKenna
- Autumn Reeser als Commandant Lissette Hanley
- Randy Couture als Commandant Warren Fuller
- Greg Ellis als Commandant Giles Price
- Jenny McCarthy als Special Agent Tanya

### Keizerrijk van de Rijzende Zon
- George Takei als Keizer Yoshiro
- Ron Yuan als Kroonprins Tatsu
- Kelly Hu as Intelligentie Officier Suki Toyama
- Bruce Asato Locke als Commandant Shinzo Nagama
- Jack J. Yang als Commandant Kenji Tenzai
- Lydia Look als Commander Naomi Shirada
- Lisa Tamashiro als Yuriko Omega (alleen de stem)